# Koncert hadművelet
A Koncert hadművelet (oroszul: Операция Конце́рт) szovjet partizánművelet volt a második világháború idején, egyike a legnagyobb ilyen diverziós műveleteknek, amelyet 1943. szeptember 19-e éjszaka indtottak el. A diverziós műveletsorozat célja a németek hátországi kommunikációs és logisztikai (közúti és vasúti) hálózatának módszeres rombolása volt. A szovjet partizánmozgalom központi vezetési törzse tervezte meg és folyamatosan szervezte a Sztavkával közösen. Összehangolták a javában zajló szmolenszki támadó hadművelettel is (Szuvorov hadművelet: augusztus 7–október 2.), amely Homel irányában zajlott, illetve az 1943-as nyári–őszi hadjárat keretében át terveztek kelni a Dnyeperen is.
A hadműveletet 193 partizáncsoport és különítmény hajtotta végre, ami összesen 210 000 főt számlált, beleértve férfit, nőt és gyereket egyaránt. Ebből több mint 120 000-re tehető a ténylegesen katonakorú férfi. Műveleti területük a Krím-félszigettől Karéliáig terjedt, összesen 400×900 km-es területen.
Minden partizánsejt a saját területén tevékenykedett, a felrobbantott vasútvonalak miatt szeptember 19-e és 25-e között a Wehrmacht mindössze 50%-át tudta csak átszállítani az eltervezett mennyiségnek. A megrongált vasúti hálózatot 25-ére sikerült helyreállítani,  csapatokkal megerősíteni és védeni a vonalakat. Fehéroroszországban a vasúti zászlóalj mellé helyi lakosokat is rendeltek az újabb szabotázsakciók elkerülése végett. A vasúti alapanyagokat Cseh–Morva Protektorátusból, a Lengyel Főkormányzóságból és Németországból hozatták, a helyreállított vonalakat azonban rendre ismét megrongálták. A diverziós hadművelet 1943 októberben állt le, mert a partizánoknak kifogytak a robbanóanyag-készleteik. 
A hadművelet ideje alatt mintegy 150 000 helyen szakították meg a vasúti hálózatot. Csak Fehéroroszországban kilencvenezer helyen. Továbbá megrongáltak vagy megsemmisítettek 1041 vasúti szerelvényt, 72 vasúti hidat, megtámadtak 58 helyőrséget. A vasúti kapacitás a hadművelet teljes időszaka alatt 35-40%-kal csökkent, amely akadályozta a Wehrmacht erőinek felvonulását, átcsoportosítását, az ellátás időben történő célba juttatását, illetve hathatós segítséget nyújtott a Vörös Hadsereg ez időben zajló támadó hadműveleteihez.

## Fordítás
- Ez a szócikk részben vagy egészben  az   Operation Concert című angol Wikipédia-szócikk ezen változatának fordításán alapul.  Az eredeti cikk szerkesztőit annak laptörténete sorolja fel. Ez a jelzés csupán a megfogalmazás eredetét és a szerzői jogokat jelzi, nem szolgál a cikkben szereplő információk forrásmegjelöléseként.
- Ez a szócikk részben vagy egészben  a(z)   Операция «Концерт» című orosz Wikipédia-szócikk ezen változatának fordításán alapul.  Az eredeti cikk szerkesztőit annak laptörténete sorolja fel. Ez a jelzés csupán a megfogalmazás eredetét és a szerzői jogokat jelzi, nem szolgál a cikkben szereplő információk forrásmegjelöléseként.